# Насреддин в Бухаре
«Насредди́н в Бухаре́» (узб. Nasriddin Buxoroda) — советский фильм-комедия режиссёра Якова Протазанова по мотивам романа Леонида Соловьёва «Возмутитель спокойствия» и народным восточным сказкам о Ходже Насреддине. Герой в фильме называется только Насреддин, титул Ходжа при этом не упоминается.

## Сюжет
Знаменитый герой восточных сказок Насреддин прибывает в Бухару на своём ишаке. Как раз в этот день бухарский эмир вершит справедливый суд. Горшечник Нияз задолжал меняле Джафару 400 таньга, и суд обязал его вернуть деньги в течение одного часа. У бедного горшечника нет денег, и ему придётся попасть в рабство вместе с дочерью Гульджан. Нияза спасает Насреддин, выкупая его долг у Джафара.
Возмущённый Джафар доносит бухарскому эмиру об этой истории. Эмир требует поймать бунтовщика, который осмелился оставить его приговор без исполнения. Насреддин спасается бегством от стражников из дома Нияза и Гульджан. Возлюбленая Насреддина, однако, может после этого пополнить гарем эмира, и, чтобы спасти любимую девушку, герой меняется одеждой с учёным-звездочётом Гуссейном Гуслия. Выдав себя за этого мудреца, Насреддин проникает во дворец под его именем.

## В ролях
- Лев Свердлин — Насреддин
- Константин Михайлов — эмир бухарский
- Эммануил Геллер — Джафар, ростовщик
- Василий Зайчиков — Нияз, горшечник
- М. Мирзакаримова — Гюльджан, дочь Нияза
- Степан Каюков — Бахтияр, визирь
- Абид Талипов — Юсуп, кузнец
- Матвей Ляров — Арсланбек, начальник стражи
- Николай Волков — Гуссейн Гуслия, мудрец
- Асад Исматов — Али, чайханщик
- Миршахид Миракилов — стражник эмира
- Иван Бобров — стражник эмира
- Рахим Пирмухамедов — стражник эмира
- Лютфи Сарымсакова — прислуга при дворе (нет в титрах)

## Съёмочная группа
- Режиссёр: Яков Протазанов
- Сценарист: Виктор Виткович, Леонид Соловьёв
- Композитор: Мухтар Ашрафи, Борис Арапов
- Художник: Варшам Еремян
- Директор: Дж. Дэнисон

## Видео
В 2000 году фильм выпущен на VHS-кассетах компаниями «Мастер Тэйп» и «Восток В».